# Baie de Port-au-Port
La baie de Port-au-Port (en anglais : Port au Port Bay) est une baie naturelle située sur la côte sud-ouest de l'île de Terre-Neuve dans la province canadienne de Terre-Neuve-et-Labrador.

## Géographie
La baie de Port-au-Port est une grande baie située au sud-ouest de l'île de Terre-Neuve. Elle s'ouvre sur le golfe du Saint-Laurent à l'ouest de la péninsule de Port-au-Port qui ferme cette baie au niveau de l'isthme de La Coupée et de la ville de Port-au-Port. La baie de port-au port est constituée de deux parties séparées par une lande de terre, la baie de l'Est et la baie de l'Ouest. 

## Histoire
Les Amérindiens de la Nation Béothuk vivaient autour de cette baie, bien avant l'arrivée des Européens. 
La baie doit son nom aux premiers marins-pêcheurs de morues et de baleines, normands, bretons mais surtout basques qui naviguaient dans les parages de l'île de Terre-Neuve dès le Moyen Âge. Par la suite vinrent d'Acadie, les Acadiens qui constituèrent la principale communauté acadienne et francophone de la province. C'est en fait le berceau de la francophonie sur l'île de Terre-Neuve, le seul endroit où la population francophone terre-neuvienne est de descendance acadienne ou française depuis plusieurs générations. La communauté acadienne est principalement répartie dans quelques villages de la péninsule de Port-au-Port, notamment Port-au-Port, Cap-Saint-Georges, la Grand'Terre, L’Anse-à-Canards et Maison d'Hiver, ainsi que plusieurs hameaux.
La péninsule est considérée comme le seul district bilingue de l’île de Terre-Neuve depuis 1971.
L'établissement des francophones sur la Côte Ouest de Terre-Neuve remonte aux premières décennies du XIXe siècle. La péninsule de Port au Port faisait partie de la «Côte française», ouverte exclusivement aux pêcheurs saisonniers, fréquemment originaires de Saint-Malo. Leur établissement permanent était interdit, au risque d'une expulsion. En 1904, la France abandonne ses droits sur Terre-Neuve. Les pêcheurs restés sur place formèrent alors les communautés de l'Anse-à-Canards, de Maison d'Hiver, de la Grand'Terre et de Cap-Saint-Georges.